# 帶尾裸胸鱔
帶尾裸胸鱔（学名：Gymnothorax zonipectis），又名帶尾裸胸鯙、錢鰻、薯鰻、虎鰻，為輻鰭魚綱鰻鱺目鯙亞目鯙科的其中一種，分布於印度太平洋區，從東非至馬克薩斯群島海域，棲息深度8-40公尺，體長可達50公分，為底棲性魚類，生活在珊瑚礁區，屬肉食性，生活習性不明。

## 擴展閱讀
維基物種上的相關：帶尾裸胸鱔